# Ногайци
Ногайците (самоназвание на ногайски език: в единиствено число Hогай /noˈɣaj/, в множествено число Ногайлар /noɣajˈlar/; на руски: Ногайцы) са тюркски говорещ етнос. Те са западнотюркски народ от къпчакската подгрупа.
При преброяването в Русия през 2010 г. са установени за цяла Русия 103 660 ногайци, от тях 40 407 в руската частична Република Дагестан, преди всичко в Ногайски район в Дагестан, 22 006 в Ставрополски край, 15 654 в Република Карачаево-Черкезия и 3444 в Чечения, което е около половината от броя от 1989 г..
Други предишни названия на ногайците също са „карататари“ или „черни татари“, „Ногай-татари“, „планински татари“ (кавказки татари) или само „татари“, карачаевци.

## Произход на името и етногенеза
Народното име „ногайци“ идва от един потомък на Чингис хан, Лайпан. Той се отделя през 1260 г. с различни татарски племена от Златната орда и създава от 1280 г. автономно ханство.
От ХVІ век ногайците мигрират от долното Поволжие и се заселват в северните черноморски степи чак до Добруджа, под защитата на Кримското ханство и Османската империя.

## Религия
По религия ногайците са предимно сунитски мюсюлмани, като в клана на Караагач съществува едно малко шиитско малцинство.

## Територия
Ногайците живеят днес преди всичко в Южна Русия, главно на Северен Кавказ. Степите в Дагестан са наричани „Ногайска степ“. Най-важните реки са горен Кубан и преди всичко Терек, както и долното течение Волга близо до Астрахан. Днес там живеят около 90 000 ногайци.
В днешна Украйна някога са живели до 200 000 ногайци на териториите на Буджак (Онгъл), Йедисан и Таврия. В Добруджа живеят още няколко хиляди румънски ногайци, които там официално са причислени към татарите. В Румъния ногайците населяват главно региоите около селищата Когълничану, Kocali, Валя Дачилор и Кубадин.
Ногайски малцинства живеят също в Литва, Полша и България и в Западна Европа.
В Турция живеят над един милион ногайци, в провинциите Джейхан/Адана, Ескишехир и Анкара, също в Токат, Коня и Истанбул, като от 1965 г. официално са причислени към турския етнос.